# Агенција за школовање и стручно усавршавање кадрова Министарства безбједности БиХ
Агенција за школовање и стручно усавршавање кадрова је управна организација у склопу Министарства безбједности Босне и Херцеговине, са оперативном самосталношћу.
Агенција је основана 26. фебруара 2009. године, а на основу Закона о Дирекцији за координацију полицијских тијела и о агенцијама за подршку полицијској структури БиХ, који је изгласан у Представничком дому БиХ 10. априла 2008. године, док је у Дому народа БиХ изгласан 16. априла.

## Надлежности
Надлежности Агенције су:
- развијање, усклађивање и предлагање наставних планова и програма обуке у складу са потребама полицијских тела БиХ и других служби те агенција из области безбедности
- организовање и провођење школовања и стручног оспособљавања и усавршавања припадника полицијских тела БиХ и других служби и агенција из области безбедности (основна, специјалистичка, стална и други видови полицијске обуке), укључујући:
  - школовање полицијских кадрова БиХ ниво I, за потребе стицања чина полицајац
  - школовање полицијских кадрова БиХ ниво II, за потребе стицања чина млађи инспектор
  - обука припадника агенција за заштиту лица и имовине
  - обука припадника детективских агенција
  - стручна обука (курсеви, семинари,...)
  - развијање истраживачко-издавачке делатности, те допринос укупном унапређењу и модернизовању полицијског рада
- књижничарски послови
- вођење одговарајуће евиденције и документације из своје надлежности